# Michael Odenwald (Journalist)
Michael Odenwald (* 20. Juni 1949 in Heidelberg; † 13. Juni 2021 ebenda) war ein deutscher Journalist.

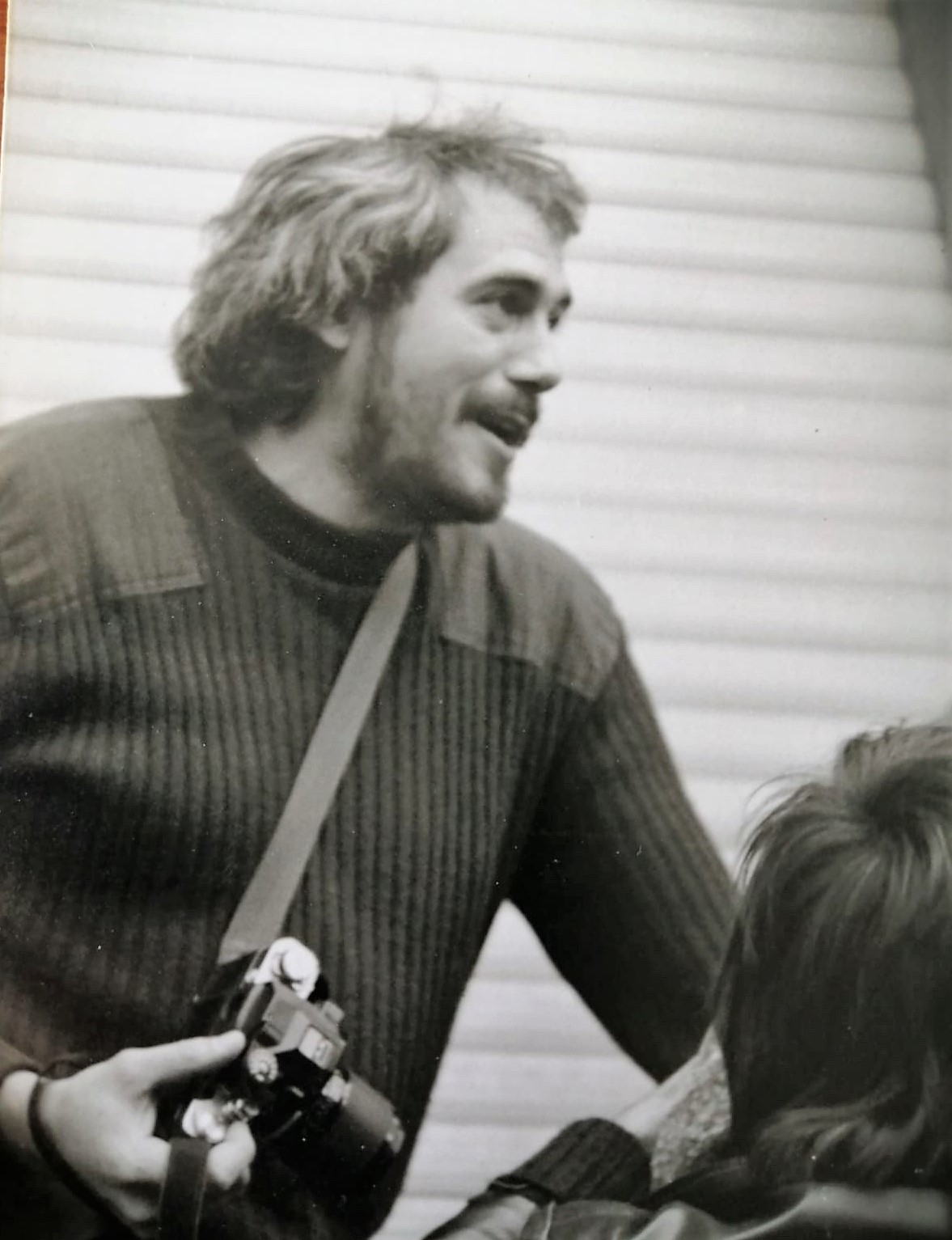
Michael Odenwald

## Leben
Er studierte Physik und Astronomie an der Universität Heidelberg, als Gasthörer auch noch einige Semester Molekularbiologie.

## Journalistische Tätigkeit
Er volontierte an der Heidelberger Rhein-Neckar-Zeitung und berichtete dabei hauptsächlich aus dem lokalen Kultur- und Geistesleben. Später arbeitete er als freier Reiseleiter und Journalist, wobei er für eine Reihe von Zeitungen und (Fach-)Zeitschriften hauptsächlich wissenschaftliche Themen aufgriff mit den Schwerpunkten Krebsforschung, Medizin, Kosmologie und Raumfahrt. Ab 1984 war er Chefredakteur bei der Heidelberger Fachzeitschrift für Computergrafik CAD/CAM-Report. Ab 1989 war er Redakteur in München bei Deutschlands erstem Öko-Magazin Natur. 1995 erfolgte der Wechsel in das Ressort Forschung & Technik des Focus (Burda).
Für den Focus schrieb er die Kolumne „Odenwalds Universum“ sowie Artikel über Astronomie und Physik. Die aufbereiteten Beiträge zu seiner Kolumne erschienen als gleichnamiges Buch.
Zusammen mit dem österreichischen Bergsteiger Michael Baumann unternahm er eine Expedition nach Nepal, die als Serie Auf der Suche nach dem Yeti in der Wiener Kronen Zeitung, im Focus und als Buch erschien.
2001 interviewte er Stephen Hawking.
Michael Odenwald starb im Juni 2021 an den Folgen eines Gehirntumors.

## Veröffentlichungen
- Michael Odenwalds Universum: Antworten auf die Rätsel des Universums.  F. A. Herbig Verlagsbuchhandlung GmbH, 2008, ISBN 978-3-7766-2581-3
- Bruno Baumann, Michael Odenwald: Auf der Suche nach dem Yeti: Der sagenhafte Schneemensch des Himalaya, ISBN 978-3-7766-2047-4